# Pomnik Ofiar Komunizmu w Pradze
Pomnik Ofiar Komunizmu w Pradze (cz. Pomník obětem komunismu) – seria rzeźb w Pradze upamiętnienia ofiar komunizmu między 1948–1989. Znajduje się u podnóża wzgórza Petřín, na ulicy Újezd w dzielnicy Malá Strana.
Odsłonięto go w dniu 22 maja 2002 r., dwanaście lat po upadku komunizmu, i jest dziełem czeskiego rzeźbiarza Olbrama Zoubka i architektów Jana Karela i Zdenka Holzel. Projekt był wspierany przez władze miasta i konfederację więźniów politycznych (KPV).
Pomnik ukazuje siedem figur z brązu malejące po schodach. Figury wydają się bardziej „zepsute”, im dalej od siebie – tracą kończyny, a ich ciała stają się otwarte. Ma to symbolizować jak traktowano więźniów politycznych w czasach komunizmu.
Istnieje również taśma z brązu, która biegnie wzdłuż centrum pamięciowego, ukazując szacowaną liczba osób dotkniętych komunizmem:
- 205 486 aresztowanych
- 170 938 zmuszonych do emigracji
- 4500 zmarłych w więzieniach
- 327 zastrzelonych podczas próby ucieczki
- 248 zastrzelonych

Na tablicy z brązu jest wyryty napis: 
„Pomnik ofiar komunizmu jest przeznaczony dla wszystkich ofiar, nie tylko tych, którzy zostali uwięzieni lub zamordowani, ale także tych, których życie zostało zrujnowane przez totalitarny despotyzm”